# Gruppo Sportivo Roma Calcio Femminile 2009-2010
Questa voce raccoglie le informazioni riguardanti il Gruppo Sportivo Roma Calcio Femminile nelle competizioni ufficiali della stagione 2009-2010.

## Stagione
Nella stagione 2009-2010 il G.S. Roma Calcio Femminile ha disputato la Serie A, massima serie del campionato italiano femminile di calcio, per la diciannovesima volta nella sua storia sportiva e la seconda dopo il suo ritorno al vertice del campionato, concludendo al sesto posto con 29 punti conquistati in 22 giornate, frutto di otto vittorie, cinque pareggi e nove sconfitte.
In Coppa Italia la Roma entrò nel torneo alla seconda fase eliminando il Sezze nell'incontro vinto 8-1 fuori casa, superando in casa il Campobasso per 4-0 alla fase successiva e venendo eliminato dal Bardolino Verona allo stadio Aldo Olivieri di Verona, dove viene superata solo ai tiri di rigore dopo che i tempi supplementari si conclusero con una rete a testa.

## Divise e sponsor
La tenuta riproponeva lo schema che riprende i colori sociali utilizzati dalla Roma maschile, ovvero maglia e pantaloncini cremisi con inserti oro con calzettoni oro, bianchi o neri per la prima, e completamente bianca tranne i calzettoni, bianchi o oro, per la seconda. Lo sponsor principale era farmacia Lopriore mentre il fornitore delle tenute era Mass.
|  | 1ª divisa |  | 2ª divisa |

## Organigramma societario
Dati tratti dal sito Football.it
Area amministrativa
- Presidente: Giuseppe Bruno Petrungaro
- Presidente: Andrea Servino
- Vice Presidente: Renato Vettoretto
- Addetto Stampa: Tiziana Dondoli
- Addetto Stampa: Mariella Quintarelli

Area tecnica
- Allenatore: Giampiero Serafini
- Allenatore in seconda: Selena Mazzantini

## Rosa
Rosa e ruoli tratti dal sito Football.it.
| N. |                   | Ruolo | Calciatrice        |
| -- | ----------------- | ----- | ------------------ |
|    | Italia (bandiera) | P     | Valentina Casaroli |
|    | Italia (bandiera) | P     | Barbara Pittiglio  |
|    | Italia (bandiera) | P     | Beatrice Rea       |
|    | Italia (bandiera) | P     | Chiara Serafino    |
|    | Italia (bandiera) | D     | Elisa Bartoli      |
|    | Italia (bandiera) | D     | Claudia Bassetti   |
|    | Italia (bandiera) | D     | Eleonora Bischi    |
|    | Italia (bandiera) | D     | Eleonora Bussu     |
|    | Italia (bandiera) | D     | Giorgia Curcuruto  |
|    | Italia (bandiera) | D     | Noemi D'Antoni     |
|    | Italia (bandiera) | D     | Veronica Di Cerbo  |
|    | Italia (bandiera) | D     | Gioia Masia        |
|    | Italia (bandiera) | D     | Francesca Soro     |
|    | Italia (bandiera) | D     | Flavia Vaccari     |
|    | Italia (bandiera) | C     | Alessandra Barreca |
|    | Italia (bandiera) | C     | Arianna Bonjean    |
|    | Italia (bandiera) | C     | Alessandra Bossi   |

| N. |                   | Ruolo | Calciatrice            |
| -- | ----------------- | ----- | ---------------------- |
|    | Italia (bandiera) | C     | Noemi Carosi           |
|    | Italia (bandiera) | C     | Elena Carrarini        |
|    | Italia (bandiera) | C     | Ilaria Chiodetti       |
|    | Italia (bandiera) | C     | Giulia D'Antoni        |
|    | Italia (bandiera) | C     | Giorgia Giovannetti    |
|    | Italia (bandiera) | C     | Selena Mazzantini      |
|    | Italia (bandiera) | C     | Elena Petrugnaro       |
|    | Italia (bandiera) | C     | Giorgia Salesi         |
|    | Italia (bandiera) | C     | Rossella Sardu         |
|    | Italia (bandiera) | C     | Maria Iole Volpi       |
|    | Italia (bandiera) | A     | Nicol Condello         |
|    | Italia (bandiera) | A     | Giulia Contu           |
|    | Italia (bandiera) | A     | Vanessa De Carli       |
|    | Italia (bandiera) | A     | Pamela Gueli           |
|    | Italia (bandiera) | A     | Sabrina Marta Marchese |
|    | Italia (bandiera) | A     | Carmen Nenna           |
|    | Italia (bandiera) | A     | Maria Ilaria Pasqui    |

## Calciomercato

### Sessione estiva
| Acquisti | Acquisti               | Acquisti            | Acquisti   |
| R.       | Nome                   | a                   | Modalità   |
| -------- | ---------------------- | ------------------- | ---------- |
| P        | Barbara Pittiglio      | Atletic Montaquila  | definitivo |
| D        | Francesca Soro         | Torres              | prestito   |
| C        | Alessandra Bossi       | Sezze               | definitivo |
| C        | Rossella Sardu         | Torres              | prestito   |
| A        | Pamela Gueli           | Torino              | definitivo |
| A        | Sabrina Marta Marchese | Ginnic Club Stadium | definitivo |
| A        | Carmen Nenna           | ANSPI Marsciano     | definitivo |

| Cessioni | Cessioni               | Cessioni           | Cessioni      |
| R.       | Nome                   | a                  | Modalità      |
| -------- | ---------------------- | ------------------ | ------------- |
| P        | Chiara Marchitelli     | Tavagnacco         | definitivo    |
| D        | Luisa Marchio          | Atletico Oristano  | definitivo    |
| C        | Maria Rosaria Avvisato | Vesevus Trecase    | definitivo    |
| C        | Ilaria Capparella      | Res Roma           | definitivo    |
| C        | Damiana Deiana         |                    | fine carriera |
| C        | Olga Gori              | Salento Donne      | definitivo    |
| C        | Katia Serra            | Levante            | definitivo    |
| A        | Silvia Montanari       |                    |               |
| A        | Giulia Olivieri        | Femminile Gragnano | definitivo    |
| A        | Ángeles Parejo         | Reggiana           | definitivo    |
| A        | Francesca Rocchi       | Res Roma           | definitivo    |

### Sessione invernale
| Acquisti | Acquisti           | Acquisti | Acquisti   |
| R.       | Nome               | a        | Modalità   |
| -------- | ------------------ | -------- | ---------- |
| P        | Valentina Casaroli | Eurnova  | definitivo |

| Cessioni | Cessioni | Cessioni | Cessioni |
| R.       | Nome     | a        | Modalità |
| -------- | -------- | -------- | -------- |
|          |          |          |          |

## Risultati

### Serie A

#### Girone di andata
| Arbitro: | Andrea Xausa (Portogruaro) |

|                                |           |  |
| Brumana 68’, 89’ Camporese 91’ | Marcatori |  |

| Arbitro: | Damiano Margani (Latina) |

|                               |           |  |
| Volpi 85’ Marchese 87’ (rig.) | Marcatori |  |

| Arbitro: | Francesco Guccini (Albano Laziale) |

|  |           |                       |
|  | Marcatori | 9’ Sardu 83’ Marchese |

| Arbitro: | Matteo Proietti (Terni) |

|             |           |                                                   |
| Barreca 30’ | Marcatori | 12’, 51’ Panico 20’ (aut.) Masia 50’ (aut.) Bussu |

| Arbitro: | Giampaolo Mantelli (Brescia) |

|                                  |           |                                                             |
| Bonometti 87’ (rig.) Riboldi 90’ | Marcatori | 8’ Volpi 19’ Pasqui 27’, 57’ Barreca 72’, 89’, 92’ Marchese |

| Arbitro: | Veronica Vettorel (Latina) |

|           |           |  |
| Sardu 30’ | Marcatori |  |

| Arbitro: | Nicola Badoer (Castelfranco Veneto) |

|                        |           |                |
| Zanetti 58’ Cester 90’ | Marcatori | 15’, 72’ Gueli |

| Arbitro: | Luigi Pezzi (Lodi) |

|             |           |                        |
| Balconi 63’ | Marcatori | 16’ Gueli 44’ Marchese |

| Arbitro: | Flavio Aprea (Civitavecchia) |

|            |           |                                        |
| Pasqui 77’ | Marcatori | 43’ (rig.), 60’ Capovilla 47’ Bittante |

| Arbitro: | Massimo Verga (Bergamo) |

|                |           |           |
| Gabbiadini 14’ | Marcatori | 72’ Masia |

| Arbitro: | Veronica Vettorel (Latina) |

|                         |           |                  |
| Marchese 21’ Pasqui 73’ | Marcatori | 15’ Vicchiarello |

#### Girone di ritorno
| Arbitro: | Fabio Maria Malandra (Avezzano) |

|            |           |                                |
| Pasqui 13’ | Marcatori | 7’, 23’, 92’ Brumana 46’ Mauro |

| Arbitro: | Lorenzo Maggioni (Lecco) |

|             |           |                             |
| Manzoni 30’ | Marcatori | 58’ Bartoli 78’, 81’ Pasqui |

| Arbitro: | Veronica Vettorel (Latina) |

|  |           |             |
|  | Marcatori | 50’ Caramia |

| Arbitro: | Mattia Carta (Cagliari) |

|                  |           |            |
| Fuselli 29’, 64’ | Marcatori | 37’ Pasqui |

| Arbitro: | Massimilano Ortuso (Ciampino) |

|            |           |            |
| Barreca 7’ | Marcatori | 62’ Picchi |

| Arbitro: | Andrea Vayr (Collegno) |

|                         |           |           |
| Rosucci 23’ Moretti 65’ | Marcatori | 42’ Gueli |

| Arbitro: | Fabio Maria Malandra (Avezzano) |

|                                                           |           |          |
| Pasqui 20’, 45’ Marchese 35’ Gueli 80’ Berardo 90’ (aut.) | Marcatori | 56’ Gama |

| Arbitro: | Pietro Cazzorla (Aprilia) |

|                         |           |                              |
| Marchese 21’ Pasqui 43’ | Marcatori | 20’ Scolaro 25’ (rig.) Vinci |

| Arbitro: | Nicola Badoer (Castelfranco Veneto) |

|                        |           |                 |
| Ranzolin 46’ Mason 50’ | Marcatori | 38’, 40’ Pasqui |

| Arbitro: | Angelo Pasqua (L'Aquila) |

|              |           |                                               |
| Marchese 29’ | Marcatori | 3’, 52’ Girelli 27’ Gabbiadini 66’, 74’ Rocha |

| Arbitro: | Alessandro Salvatori (Rimini) |

|                       |           |              |
| Parejo 25’ Brutti 35’ | Marcatori | 19’ Marchese |

### Coppa Italia

#### Seconda fase
| Sezze 4 ottobre 2009                                                                                    | Sezze     | 1 – 8 referto                                              | Roma CF | Stadio comunale Augusto Tasciotti |
| \| \| \| \| \| Circio 90’ \| Marcatori \| 2’, 52’, 56’, 58’ Marchese 35’, 65’, 85’ Gueli 90+?’ Sardu \| |           |                                                            |         |                                   |
| |           |                                                            |         |                                   |
| Circio 90’                                                                                              | Marcatori | 2’, 52’, 56’, 58’ Marchese 35’, 65’, 85’ Gueli 90+?’ Sardu |         |                                   |

#### Terza fase
| Roma 17 ottobre 2009, ore 15:00 CEST                                        | Roma CF   | 4 – 0 referto | Campobasso | Centro sp. Cinecittà-Bettini |
| \| \| \| \| \| Barreca 51’ (rig.), 2T’, 2t’ Marchese 2t’ \| Marcatori \| \| |           |               |            |                              |
|                                                                             |           |               |            |                              |
| Barreca 51’ (rig.), 2T’, 2t’ Marchese 2t’                                   | Marcatori |               |            |                              |

#### Quarta fase
| Arbitro: | Massimiliano Zampella (Bergamo) |

|             |                      |           |
| Girelli 49’ | Marcatori            | 83’ Gueli |
|             | Tiri di rigore 4 – 2 |           |

## Statistiche

### Statistiche di squadra
| Competizione | Punti | In casa | In casa | In casa | In casa | In casa | In casa | In trasferta | In trasferta | In trasferta | In trasferta | In trasferta | In trasferta | Totale | Totale | Totale | Totale | Totale | Totale | DR  |
| Competizione | Punti | G       | V       | N       | P       | Gf      | Gs      | G            | V            | N            | P            | Gf           | Gs           | G      | V      | N      | P      | Gf     | Gs     | DR  |
| ------------ | ----- | ------- | ------- | ------- | ------- | ------- | ------- | ------------ | ------------ | ------------ | ------------ | ------------ | ------------ | ------ | ------ | ------ | ------ | ------ | ------ | --- |
| Serie A      | 29    | 11      | 4       | 2       | 5       | 17      | 22      | 11           | 4            | 3            | 4            | 22           | 18           | 22     | 8      | 5      | 9      | 39     | 40     | -1  |
| Coppa Italia | -     | 1       | 1       | 0       | 0       | 4       | 0       | 2            | 1            | 1            | 0            | 9            | 2            | 3      | 2      | 1      | 0      | 13     | 2      | +11 |
| Totale       | -     | 12      | 5       | 2       | 5       | 21      | 22      | 13           | 5            | 4            | 4            | 31           | 20           | 25     | 10     | 6      | 9      | 52     | 42     | +10 |

### Statistiche delle giocatrici
| Giocatore       | Serie A  | Serie A | Serie A     | Serie A    | Coppa Italia | Coppa Italia | Coppa Italia | Coppa Italia | Totale   | Totale | Totale      | Totale     |
| Giocatore       | Presenze | Reti    | Ammonizioni | Espulsioni | Presenze     | Reti         | Ammonizioni  | Espulsioni   | Presenze | Reti   | Ammonizioni | Espulsioni |
| --------------- | -------- | ------- | ----------- | ---------- | ------------ | ------------ | ------------ | ------------ | -------- | ------ | ----------- | ---------- |
| A. Barreca      | 22       | 4       | 3           | 0          | 3            | 1            | 1            | 0            | 25       | 5      | 4           | 0          |
| E. Bartoli      | 18       | 1       | 3           | 0          | -            | -            | -            | -            | 18       | 1      | 3           | 0          |
| C. Bassetti     | 1        | 0       | 0           | 0          | 0            | 0            | 0            | 0            | 1        | 0      | 0           | 0          |
| E. Bischi       | 21       | 0       | 4           | 0          | 3            | 0            | 1            | 0            | 24       | 0      | 5           | 0          |
| A. Bonjean      | 0        | 0       | 0           | 0          | -            | -            | -            | -            | 0        | 0      | 0           | 0          |
| A. Bossi        | 7        | 0       | 1           | 0          | -            | -            | -            | -            | 7        | 0      | 1           | 0          |
| E. Bussu        | 12       | 0       | 2           | 0          | 1            | 0            | 0            | 0            | 13       | 0      | 2           | 0          |
| N. Carosi       | 3        | 0       | 0           | 0          | -            | -            | -            | -            | 3        | 0      | 0           | 0          |
| E. Carrarini    | 1        | 0       | 0           | 0          | -            | -            | -            | -            | 1        | 0      | 0           | 0          |
| V. Casaroli     | 9        | -15     | 0           | 0          | 1            | -1           | 0            | 0            | 10       | -16    | 0           | 0          |
| I. Chiodetti    | 0        | 0       | 0           | 0          | -            | -            | -            | -            | 0        | 0      | 0           | 0          |
| N. Condello     | 1        | 0       | 0           | 0          | -            | -            | -            | -            | 1        | 0      | 0           | 0          |
| G. Giulia Contu | 0        | 0       | 0           | 0          | -            | -            | -            | -            | 0        | 0      | 0           | 0          |
| G. Curcuruto    | 0        | 0       | 0           | 0          | 0            | 0            | 0            | 0            | 0        | 0      | 0           | 0          |
| G. D'Antoni     | 2        | 0       | 1           | 0          | 0            | 0            | 0            | 0            | 2        | 0      | 1           | 0          |
| N. D'Antoni     | 20       | 0       | 3           | 0          | 1            | 0            | 0            | 0            | 21       | 0      | 3           | 0          |
| V. De Carli     | 5        | 0       | 0           | 0          | 1            | 0            | 0            | 0            | 6        | 0      | 0           | 0          |
| V. Di Cerbo     | 1        | 0       | 0           | 0          | -            | -            | -            | -            | 1        | 0      | 0           | 0          |
| G. Giovanetti   | 8        | 0       | 0           | 0          | 2            | 0            | 0            | 0            | 10       | 0      | 0           | 0          |
| P. Gueli        | 20       | 5       | 0           | 0          | 3            | 4            | 0            | 0            | 23       | 9      | 0           | 0          |
| S. M. Marchese  | 22       | 11      | 2           | 0          | 3            | 5            | 0            | 0            | 25       | 16     | 2           | 0          |
| G. Masia        | 19       | 1       | 2           | 1          | 3            | 0            | 0            | 0            | 22       | 1      | 2           | 1          |
| S. Mazzantini   | 11       | 0       | 2           | 1          | 1            | 0            | 0            | 0            | 12       | 0      | 2           | 1          |
| C. Nenna        | 6        | 0       | 0           | 0          | 1            | 0            | 0            | 0            | 7        | 0      | 0           | 0          |
| M. I. Pasqui    | 17       | 12      | 0           | 1          | 2            | 0            | 0            | 0            | 19       | 12     | 0           | 1          |
| E. Petrungaro   | 3        | 0       | 0           | 0          | -            | -            | -            | -            | 3        | 0      | 0           | 0          |
| B. Pittiglio    | 6        | -8      | 1           | 0          | 2            | -1           | 0            | 0            | 8        | -9     | 1           | 0          |
| B. Rea          | 0        | 0       | 0           | 0          | -            | -            | -            | -            | 0        | 0      | 0           | 0          |
| G. Salesi       | 0        | 0       | 0           | 0          | -            | -            | -            | -            | 0        | 0      | 0           | 0          |
| R. Sardu        | 21       | 2       | 1           | 0          | 3            | 1            | 0            | 0            | 24       | 3      | 1           | 0          |
| C. Serafino     | 7        | -17     | 1           | 0          | 1            | 0            | 0            | 0            | 8        | -17    | 1           | 0          |
| F. Soro         | 16       | 0       | 0           | 0          | 3            | 0            | 0            | 0            | 19       | 0      | 0           | 0          |
| F. Vaccari      | 0        | 0       | 0           | 0          | -            | -            | -            | -            | 0        | 0      | 0           | 0          |
| M. I. Volpi     | 19       | 2       | 0           | 0          | 3            | 0            | 0            | 0            | 22       | 2      | 0           | 0          |